# Tauroctonía

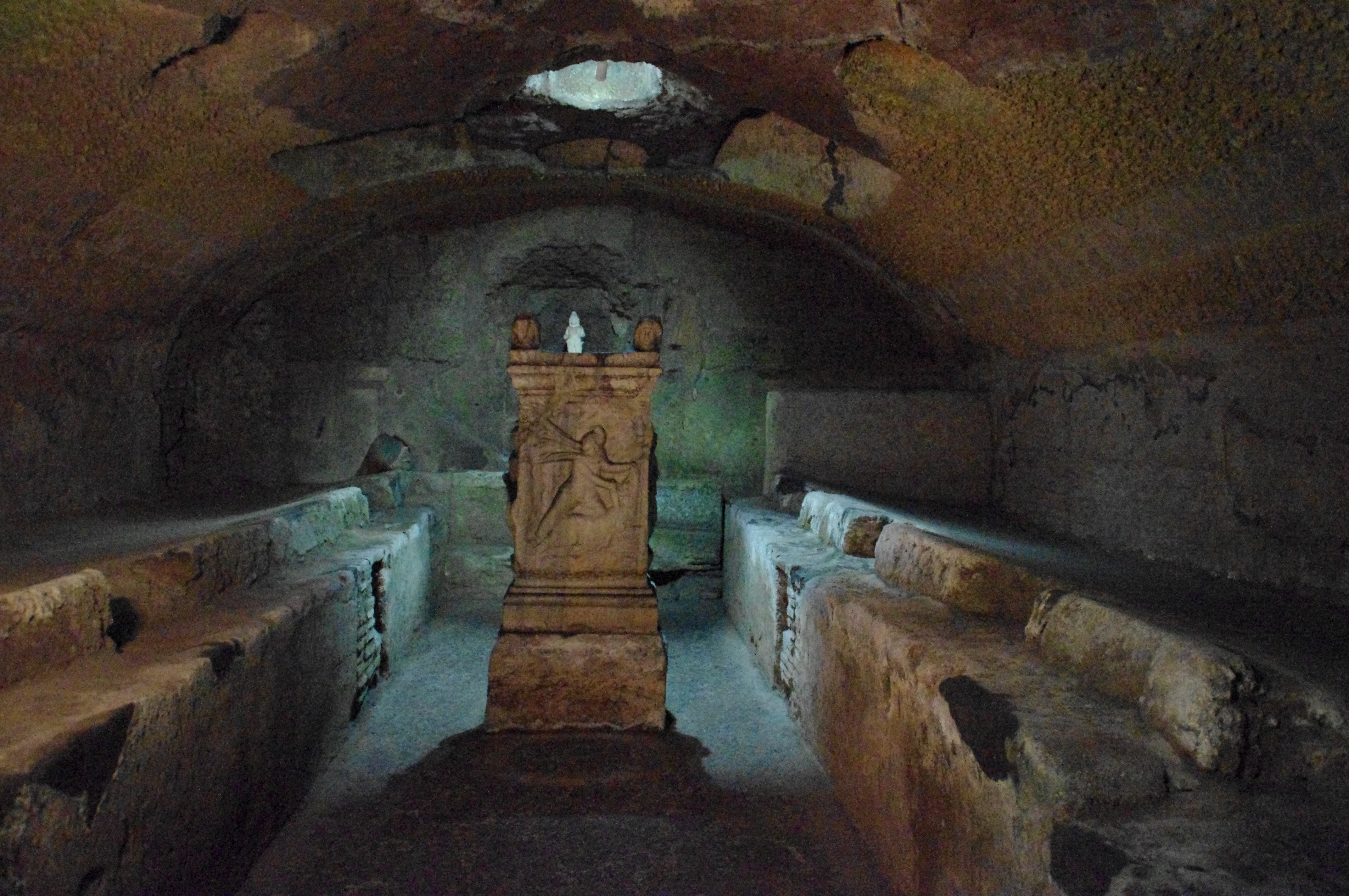
Altar de mitra en la Basílica de San Clemente, Roma.

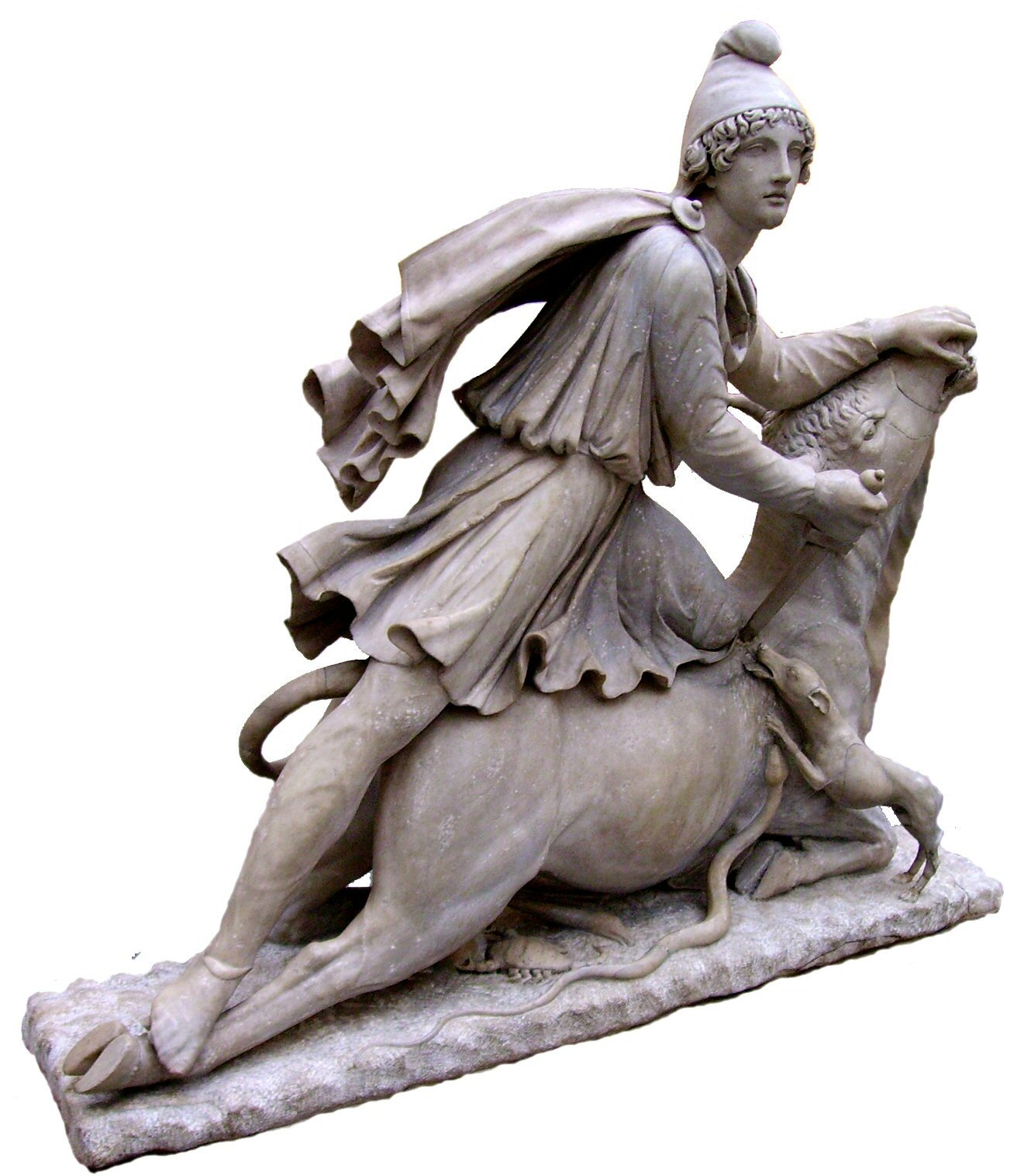
Tauroctonía de Mitra del, ahora en el Museo Británico, Londres.

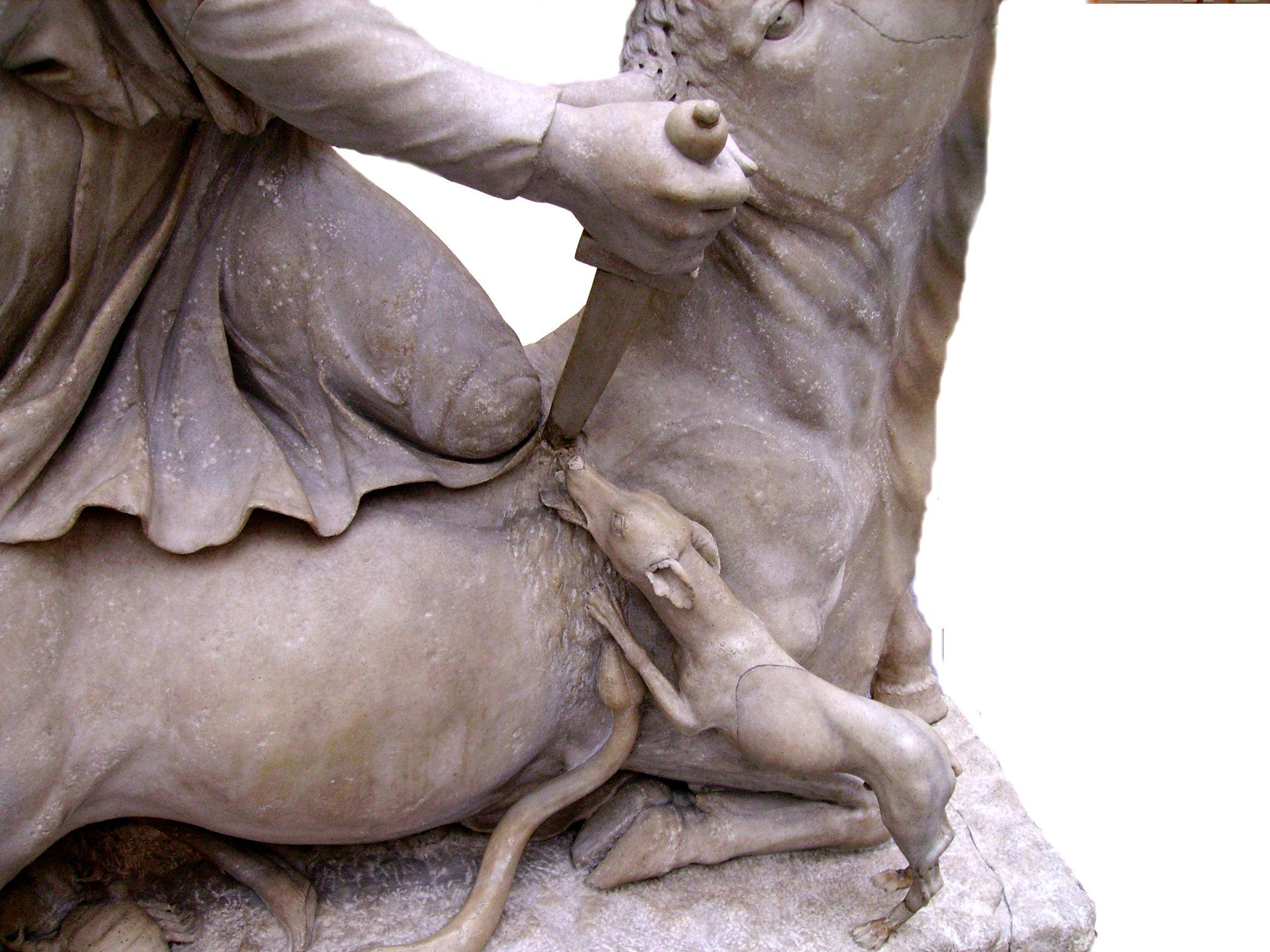
Detalle del relieve en el Museo Británico, que muestra al perro y la serpiente junto a al herida del toro

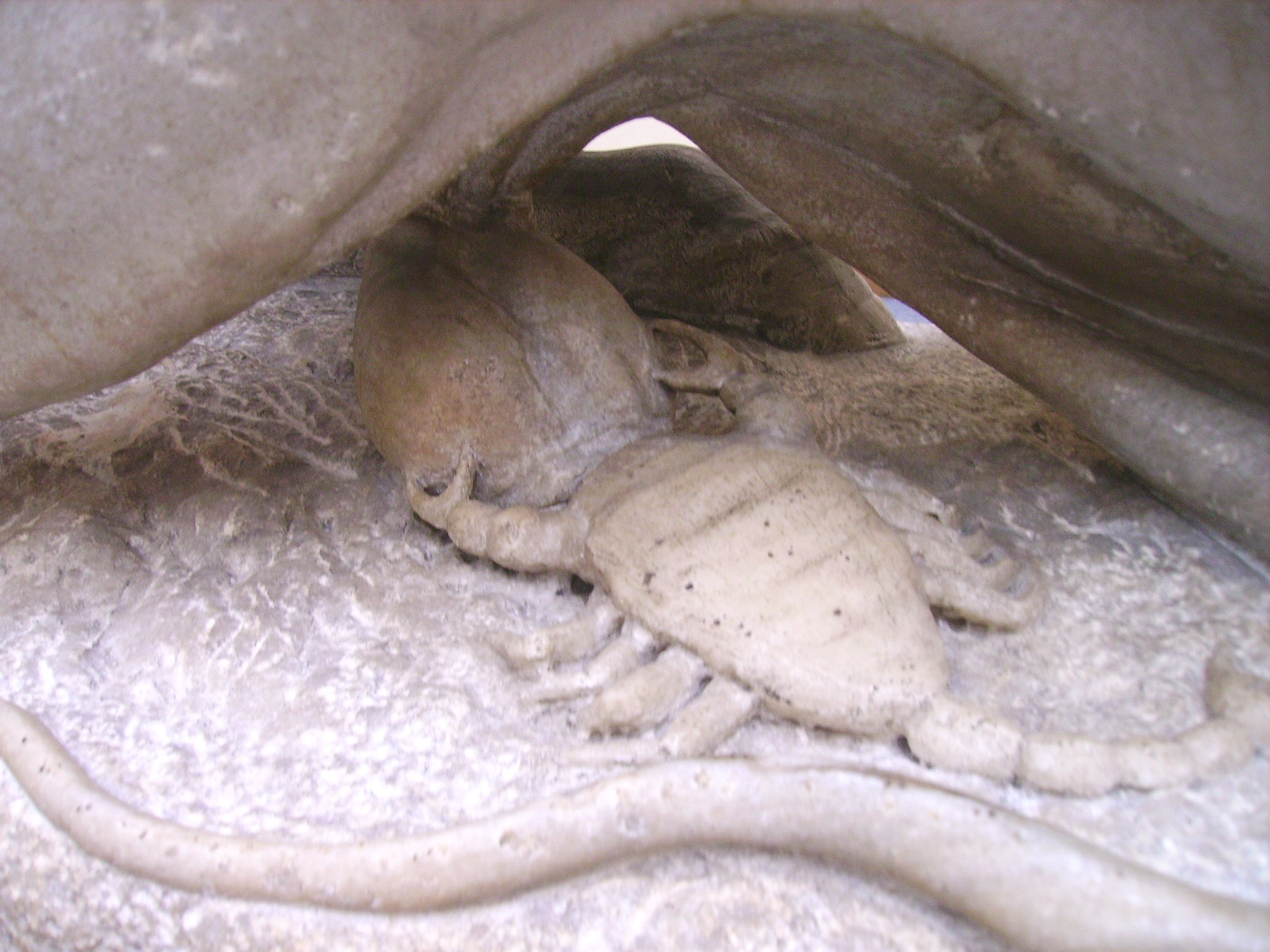
Detalle del relieve en el Museo Británico, mostrando al escorpión sobre los testículos del toro.

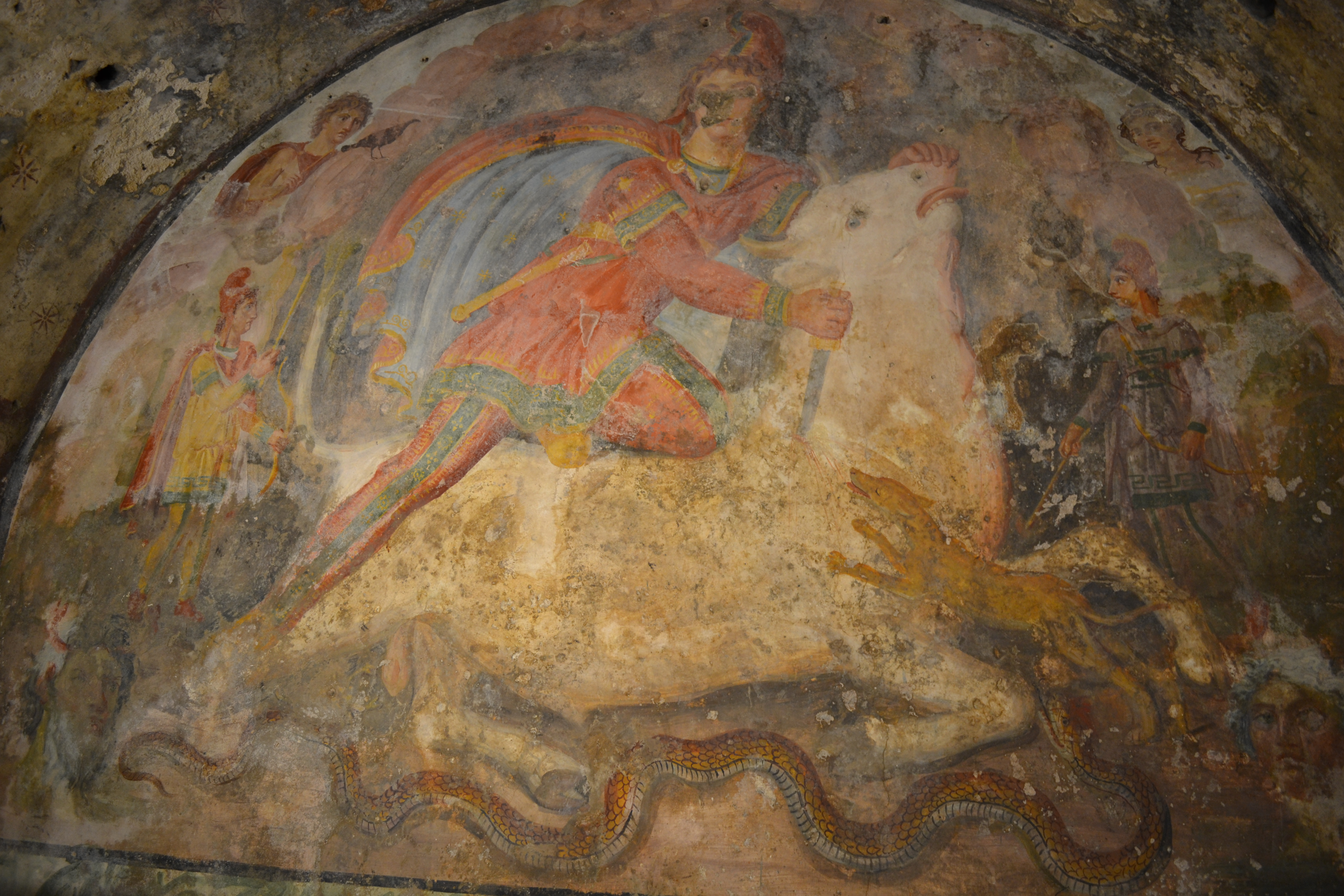
Fresco de tauroctonía en el mithraeum de Santa María Capua Vetere,.

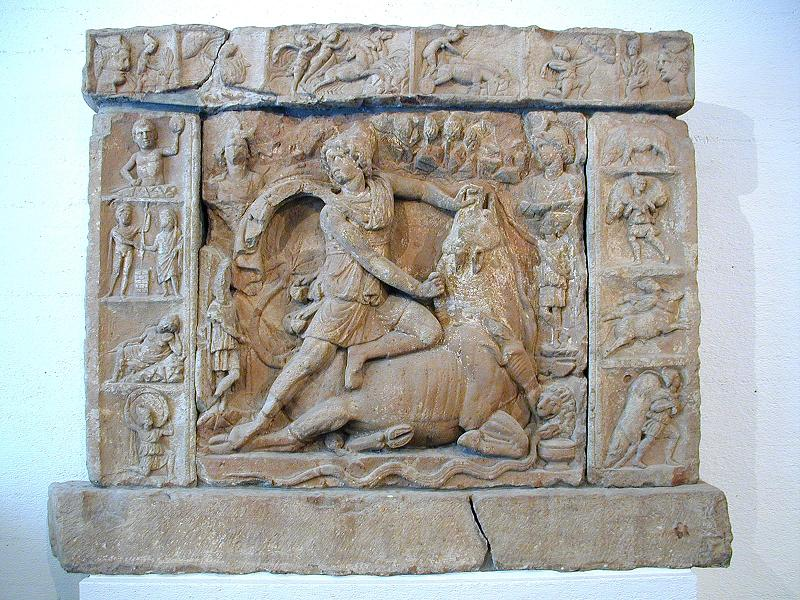
Relieve de Heidelberg-Neuenheim,.

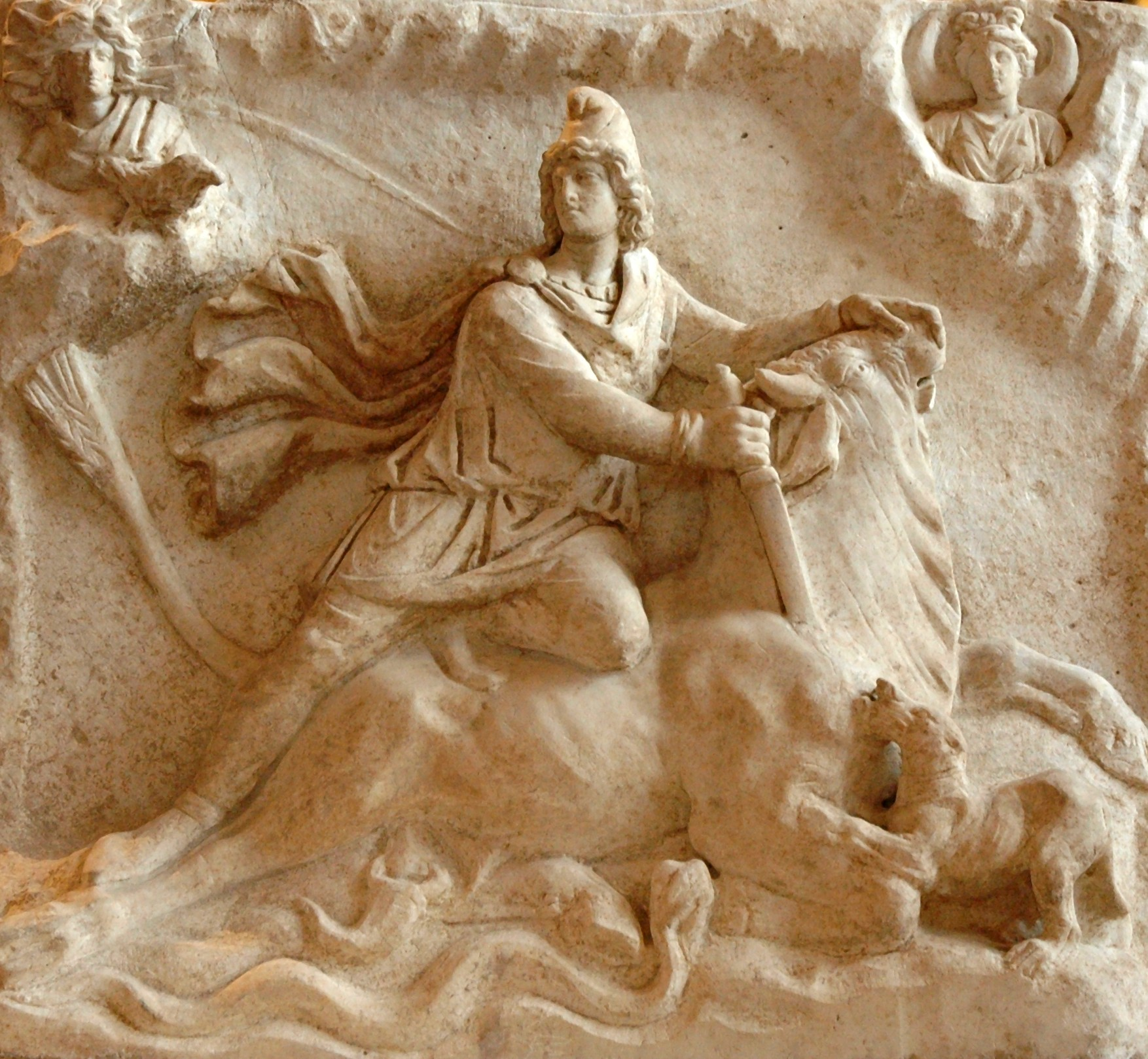
Bajorrelieve romano del o III de la escena principal de la tauroctonía, expuesto en el Louvre. En las esquinas superiores están Helios con el cuervo y Selene.

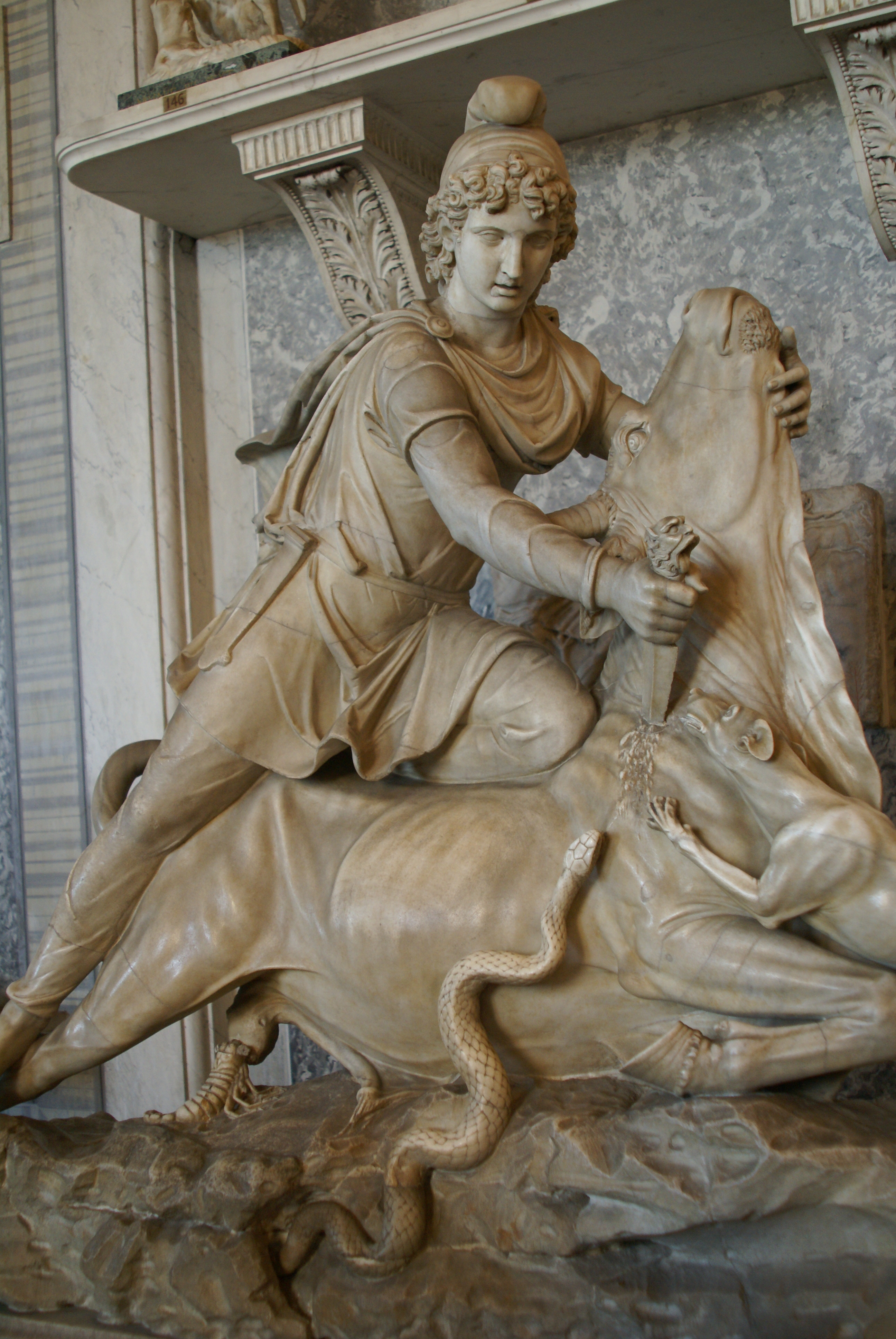
Estatua de la tauroctonía en los Museos Vaticanos. En este caso, Mitra mira al toro ya que la cabeza fue reconstruida.

Tauroctonía es el nombre moderno que se da a la imagen principal del culto mitraico romano, en la que se representa a Mitra matando un toro, derivando el nombre del griego ταυροκτόνος (tauroktonos) "matanza de toros", formado por las palabras ταῦρος (tauros) "toro" y κτόνος (ktonos) "matar".

## Uso
Sea como pintura o como relieve escultórico, la escena de Mitra sacrificando el toro es de representación obligada en cada mithraeum, al menos una vez y en la pared más alejada del espacio donde tenía lugar la actividad ritual. A menudo se acondicionaban nichos especiales para albergar la escena y se acompañaban de figuras secundarias.
La representación más antigua de una tauroctonía es CIMRM 593 de Rome, dedicada por un tal Alcimus, esclavo (servus vilicus) de T. Claudius Livianus, al que se identifica con T. Iulius Aquilinus Castricius Saturninus Claudius Livianus, prefecto del pretorio en el imperio de Trajano. Al igual que las otras cinco escenas tempranas que se conservan de los misterios mitraicos, está fechada alrededor del año 100.
No se debe confundir con el taurobolio, rito de los misterios de Cibeles y Atis en el que se sacrifica un toro, ya que no hay ninguna evidencia de que se hiciera lo mismo en los ritos mitraicos.

## Escena principal

### Mitra y el toro
Aunque con pequeñas variaciones, las principales características de la tauroctonia permanecen en todas las representaciones: Mitra se yergue sobre un toro al que ha hecho caer por la fuerza, que invariablemente aparece mostrando su perfil derecho, mientras mira al sol sobre el hombro derecho (las estatuas de Mitra en las que se muestra mirando al toro o al espectador son restauraciones de monumentos que habían perdido la cabeza de la época del Renacimiento). El toro es sujetado por la pierna en ángulo y la rodilla izquierdas de Mitra con las que ejerce presión sobre la cruz y el dorso del toro. La grupa y la pata trasera derecha del toro se encuentran doblegadas por la pierna derecha de Mitra, completamente extendida.
Con su mano izquierda tira de la cabeza del toro por los morros, sea la nariz o la boca, nunca agarrándolo por los cuernos. Estos, cuando aparecen, son cortos. Con la mano derecha sujeta un cuchillo o espada corta que hunde en el cuello o en el hombro del animal. En alguna ocasión (V 2196), el cuchillo aparece clavado en el cuello del toro al tiempo que Mitra eleva su brazo en señal de triunfo. Generalmente Mitra viste túnica hasta las rodillas con mangas largas (tunica manicata), botas cerradas (campagnus) y pantalones ajustados a la altura de los tobillos (anaxyrides, bracae). Su capa o clámide, si la lleva, se agita libremente como movida por el viento. De vez en cuando, Mitra aparece desnudo (2196 V, 2327, 201; 1275) Normalmente lleva un gorro frigio en su cabeza, como el usado por Atis. La cola del toro en ocasiones termina en una espiga de trigo. También la sangre de la herida es a veces representada como espigas de trigo o un racimo de uvas. 
En varias imágenes el toro está adornado con el dorsuale romano a veces decorado con bordados. Esta banda dorsal, o bien una manta colocada en la parte trasera del animal, está adoptada al uso de los sacrificios públicos de la época, como se comprueba en numerosas imágenes, e identifica el toro como animal de sacrificio.
Por los restos de pigmento que se encuentran en algunos relieves, parece que no se siguió una tradición particular respecto al color. En el relieve de Jajce (CIMRM 1902), el toro es negro, mientras que la túnica de Mitra es azul y su capa roja. En el relieve de Marino y el fresco de la pared de Capua Vetere (181), el toro es de color blanco y la túnica de Mitra es de color rojo y el manto azul. En un grupo de estuco procedente de Roma (430), actualmente en Frankfurt, el animal es de color marrón rojizo. En el relieve del mitreum Barbarini (390), el toro es de color marrón mientras que la túnica y los pantalones de Mitra son de color verde.

### El modelo artístico
Probablemente el modelo artístico de la matanza mitraica del toro fue del tipo de la Niké alada (Victoria) matando al toro, que de nuevo se convirtió en una imagen de moda durante el reinado de Trajano. La similitud es tan grande que Cumont relacionó CIMRM 25 de Baris con los misterios. Posteriormente Vermaseren y otros corrigieron como escena perteneciente a Niké. Ya en 1899, Cumont había identificado la tauroctonía como "una imitación de los motivos del grupo griego clásico de Niké sacrificando un toro", pero se supone que ambas escenas son atribuibles a las tradiciones artísticas del Pérgamo del siglo II a. C. Esta identificación ha sido presentada como la "hipótesis menos feliz" de Cumont. 

### Los elementos auxiliares
Por lo general, en la mayoría de las escenas aparecen también un can (comúnmente identificado como un perro), una serpiente y un escorpión. El perro y la serpiente están intentando lamer la sangre o el grano que mana de la herida del toro, mientras que el escorpión se encuentra normalmente en los genitales del toro moribundo. Muchos relieves incluyen un pájaro, identificado con el cuervo, en algún lugar de la escena. asimismo, no es infrecuente, sobre todo en los relieves del Rhin y del Danubio, que las escenas de tauroctonía incluyan un cáliz y un león.
Rara vez ausente de los relieves, aunque a veces se incluyen como estatuas independientes, son las representaciones de Cautes y Cautópates, genios del sol naciente y del sol poniente, que portan antorchas. Por lo general, Cautes encuentra a la derecha de la escena mientras Cautópates a la izquierda, sosteniendo respectivamente una antorcha elevada y otra hacia abajo. En cincuenta escenas de tauroctonía, sus posiciones se invierten, y en pocos casos (como en la temprana CIMRM 593), ambos están en un lado de la escena. Los portadores de las antorchas suelen aparecer con las piernas cruzadas. En una serie de relieves, aparecen en las inmediaciones motivos vegetales o un árbol, a veces en ambos lados del toro, y en otras ocasiones, como en Nida, Alemania, en forma de corona alrededor del relieve. Igualmente, en Siscia (Sisak, Croacia) una corona similar, hecha de espigas de trigo, cierra el conjunto. 
Los signos de las doce constelaciones zodiacales (Cáncer, Leo, Virgo, Libra, Escorpio, Sagitario, Capricornio, Acuario, Piscis, Aries, Tauro, Géminis) y alusiones a siete "planetas" (que en el pensamiento grecorromano son Sol y la Luna ) son comunes en los relieves y los frescos. Los relieves (no las estatuas) son casi siempre los bustos del Sol y la Luna, es decir, el dios del Sol y de la diosa de la Luna, respectivamente, que aparecen en las esquinas superior izquierda y derecha de la escena. Las imágenes de culto más ambiciosos incluyen el Sol montando una cuadriga de caballos subiendo a la izquierda, mientras que Luna impulsada por un carro (biga) de bueyes descendiendo a la derecha. En estos, la cuadriga del Sol está precedida por el joven desnudo Phosphorus, que corre una antorcha elevada. El carro de la Luna está precedido por Hesperus, con la antorcha baja. Los dos jóvenes son una reminiscencia de Cautes y Cautópates.
A veces además de la Luna y el Sol están representados los otros cinco dioses planetarios (Saturno, Marte, Mercurio, Júpiter, Venus) bien como estrellas en la parte interior de la capa extendida de Mitra, bien dispersos por el fondo. Es bastante común la identificación de los siete dioses planetarios son con la representación de los siete altares (por ejemplo, CIMRM 40, 1275, 1818, 2245) o, menos frecuentemente, en forma antropomorfa, como bustos o de cuerpo entero. En varios de los relieves más detallados, incluso parece que los dioses planetarios están colocados en el orden correspondiente al de su día de la semana (de derecha a izquierda: lunes / Día 2: Luna, martes: Marte, miércoles: mercurio, jueves: Júpiter, viernes: Venus, sábado / día 7: Saturno, domingo / día 1: Sol).
Según las investigaciones de Karl Bernhard Stark en 1879 todos los demás elementos de la tauroctonía excepto el mismo Mitra tienen también evidentes correlaciones astrales. Las constelaciones de Tauro (toro) y Scorpius (escorpión) se encuentran en puntos opuestos del zodíaco, y entre ellas en una estrecha banda está una sección del cielo en la que se encuentran las constelaciones caninas (Canis Major, Canis Minor o Lupus), la serpiente (Hydra, pero no Serpens o Draco), los gemelos (Géminis), el cuervo (Corvus), la copa (Crater), el león (Leo), y la estrella de la "espiga" (Spica, Alpha Virginis) tal y como aparecían en el cielo los veranos de finales del primer siglo. Al igual que en la descripción de Porfirio de los ritos mistéricos, la Luna también se asocia con un toro y Tauro es su "exaltación" (De antro 18). 
Pero a partir de Cumont, que considera que el simbolismo astral (y todos los demás elementos greco-romanos de los misterios) son una mera acumulación accidental tardía, la mayoría de los estudiosos de Mitra han tratado como triviales a las correspondencias entre los elementos de la tauroctonía y las constelaciones. Sin embargo, la posibilidad de que estas correlaciones sean producto de una coincidencia involuntaria accidental es "improbable en extremo", aunque también es "estadísticamente insignificante" que las asociaciones fueran intencionales y a la vez incoherentes y poco sistemáticas. Los elementos de la escena pertenecen a la historia que el diseñador quería contar, ya que el toro está presente sobre todo porque Mitra lo mata, no porque el toro se identifique con Tauro o con la Luna. 
En ocasiones, los bustos de dos o cuatro dioses de los vientos están representados en las esquinas de los relieves. Las figuras de otros dioses protectores (Juno-Hera, Océano, Hércules, Vulcano, etc) también aparecen a veces.

### Interpretación
La interpretación más obvia se refiere a la precesión de los equinoccios. En esta interpretación, la muerte del toro simboliza el fin de la Era de Tauro y el comienzo de la Era de Aries, mostrando algunos paralelismos con otras religiones antiguas.
Aparte de que la matanza del toro sea un acto de sacrificio -como se infiere de los relieves en los que se adorna el toro con un dorsuale-, la función y el propósito de la tauroctonía permanecen inciertos. Ya que las escenas de tauroctonía se complementan con las escenas del ágape (a veces incluso representadas en ambos lados del monumento central), podría ser que el sacrificio fuera un acto de salvación, interpretándose que "la salvación de los fieles está asegurada por la vinculación de la matanza y el festín".
En el contexto de la teoría de Cumont de que los misterios de Mitra eran "la forma romana de mazdeísmo", el punto de vista tradicional (ahora obsoleto) sostenía que la tauroctonía representaba el mito cosmológico de la muerte del bovino primordial del zoroastrismo en el que Cumont había interpuesto la mano involuntaria de Mitra actuando por orden del Sol. Esta caracterización de Mitra por parte de Cumont ha sido descartada "no sólo por su falta de apoyo de textos iraníes", sino como "un grave conflicto con lo que se conoce de la teología iraní", en la que, a diferencia del romano, el Mitra iraní no mata ningún toro.
A raíz del desmantelamiento de las teorías de Cumont en la década de 1970, se ha pasado de trivializar los aspectos astronómicos y astrológicos de los misterios como "diversiones intelectuales destinadas a divertir a los neófitos" al reconocimiento general de que esos aspectos eran parte de sus premisas fundamentales. Este reconocimiento no es nuevo: desde los tiempos de Celso (siglo II, autor de El discurso verdadero" y conocido sobre todo a través de la obra de Orígenes Contra Celso), los misterios de Mitra se relacionan con las estrellas fijas y los planetas. En el período posterior a Cumont, este reconocimiento fue revivido por primera vez por Stanley Insler (II Congreso, 1975), quien señaló que la tauroctonía podría interpretarse sólo en función del conocimiento greco-romano de los fenómenos astronómicos. Del mismo modo, Gordon (1976) advirtió la importancia del simbolismo astronómico en el culto. Poco después, Beck publicó varios artículos (1976-1977) en los que destacaba el papel de la astronomía/astrología en el contexto del pensamiento religioso de la cultura greco-romana. Beck pensaba que era irónico que Cumont, uno de los más eminentes estudiosos de la astrología antigua, debería haber sido consciente de esta implicación, que "no pudo ver debido a su preocupación por las tradiciones iraníes". Desde la década de 1970, el simbolismo zodiacal de la escena ha provocado mucha especulación, suponiéndose que representaría una especie de "mapa estelar", un código que desvelaría el enigma de la identidad de Mitra (Michael Speidel (1980): Orion; Karl-Gustav Sandelin (1988): Auriga; David Ulansey (1989): Perseo; Juan David North (1990): Betelgeuse; Roger Beck (1994): El Sol en Leo). En 2006, Roger Beck descubrió que estos enfoques "carecían de capacidad de persuasión", porque estaban "fundamentados sobre un contexto inadecuado". A día de hoy sigue sin haber consenso sobre el tema.
Como se ha reseñado anteriormente, la función y el propósito de la tauroctonía permanecen inciertos.